# Igelschwang
Igelschwang ist eine Ortschaft und eine Katastralgemeinde der Gemeinde Wallsee-Sindelburg im Bezirk Amstetten in Niederösterreich.

## Geografie
Die südlich von Wallsee liegende Katastralgemeinde besteht aus den Lagen Franzenau, Grubmühle, Igelschwang, Hehenberg, Kobling, Schaching, Steinstraß, Straß und Wieshof.

## Siedlungsentwicklung
Zum Jahreswechsel 1979/1980 befanden sich in der Katastralgemeinde ein Ortsraum mit 105 Bauflächen auf insgesamt 46856 m² und 120 Gärten auf 376358 m², 1989/1990 waren es 103 Bauflächen. 1999/2000 war die Zahl der Bauflächen auf 149 angewachsen, wobei 24 Gebäude bestanden. 2009/2010 waren es 142 Gebäude auf 229 Bauflächen.

## Geschichte
Laut Adressbuch von Österreich waren im Jahr 1938 in Igelschwang ein Schuster, ein Wagner und ein Landwirt ansässig.

## Landwirtschaft
Die Katastralgemeinde ist landwirtschaftlich geprägt. 480 Hektar wurden zum Jahreswechsel 1979/1980 landwirtschaftlich genutzt und 105 Hektar waren forstwirtschaftlich geführte Waldflächen. 1999/2000 wurde auf 487 Hektar Landwirtschaft betrieben und 126 Hektar waren als forstwirtschaftlich genutzte Flächen ausgewiesen. Ende 2018 waren 460 Hektar als landwirtschaftliche Flächen genutzt und Forstwirtschaft wurde auf 139 Hektar betrieben. Die durchschnittliche Bodenklimazahl von Igelschwang beträgt 43,2 (Stand 2010).

## Persönlichkeiten
- Michael Bachinger (1898–1985), Landwirt, Politiker Abgeordneter zum Landtag und Landesrat